# Сакума Шозан
Сакума Шозан (佐久間 象山, 22. март 1811. – 12. август 1864.) познат и као Сакума Зозан, био је јапански политичар и учењак Едо периода.

## Биографија
Шозан је рођен у области Шиншу која је данас део префектуре Нагано као син самураја. Са своје 23 године одлази у Едо и десет година учи кинески и њене класичне науке.
Након њеног завршетка пребацује се на западне науке ("рангаку") које почиње да изучава са своје 33 године уз помоћ учењака Курокаве Рјоана. Године 1844. у руке му долази "Huishoudelyk Woordboek", холандски превод Ноел Чомелове енциклопедије, уз чију помоћ Сакума учи да прави стакло, магнете, термометре, камере и телескопе.
Године 1849. добија сазнања о електрицитету преко књиге холандског научника Ван дер Берга и ствара први јапански телеграф, пет година раније пре него што га је адмирал Пери донео 1854. у Јапан. Такође је измислио електричне машине које је покретао уз помоћ елекитера – врсте статичког генератора коју су јапански учењачи развили у периоду сакоку изолације. 
Од 1842. године пратећи и анализирајући пораз Кине у Првом опијумском рату и утицаја западне технологије у Азији, Сакума је активно предлагао и упућивао бакуфу на западне војне и морнаричке методе преко своје књиге „осам предлога за одбрану на мору". Након што је шогунат наредио превод на јапански књигу Војна историја династије Ћинг и „Илустровану расправу о краљевинама окруженим морем“ које је написао кинески учењак Веи Јуан (1794–1857), Сакума је, читајући их, био запањен због сличности идеја у одбрани од запада. Наставио је и даље да пише о проблемима и могућим решењима у политици Јапана а његово писање му је донело високу репутацију поставши учитељ неколико будућих лидера у модернизацији земље као што су Јошида Шоин, Кацу Каишу и Сакамото Рјома.
Када је 1853. Јошида Шоин покушао да се укрца ја један од бродова адмирала Метју Перија, Сакума је исто као и његов ученик осуђен на кућни притвор у коме је провео 9 година. Током тог периода наставио је да изучава западне студије развијајући разне електричне машине засноване на елекитеру стварајући први јапански сеизмолошки уређај али и надоградњу за ватрена оружја. Након свог пуштања Сакума је наставио да заговара отварање јапанских лука према западним трговцима као и да се залаже на јачању бакуфу владе кроз сарадњу са царском управом (кобу катаи).
Због својих мишљења и као љубитељ западне технологије привукао је пажњу побуњеничких ишин шиши самураја па Шозан у својој 53 години бива убијен од стране хитокири убице по имену Каваками Генсаи, који га је сасекао једним замахом мача јавно у току дана на улици. 
Шозан је често узговарао фразу: “Источна етика, западно технолошко учење” (tōyō dōtoku, seiyō gakugei, 東洋道徳西洋学芸) која ће касније преобличена у “Јапански дух, западна техника” (wakon yōsai, 和魂洋才). Овај слоган и даље се користи у описивању пута који Јапан треба да води у модернизацију.
Шозанов син Муира Кеиносуке 三浦啓之助 био је члан јединице Шинсенгуми.